# Інхенгофен
Інхенгофен (нім. Inchenhofen) — громада в Німеччині, знаходиться в землі Баварія. Підпорядковується адміністративному округу Швабія. Входить до складу району Айхах-Фрідберг.
Площа — 27,55 км2. Населення становить 2640 ос. (станом на 31 грудня 2020).